# Ravenelia mimosae-himalayanae
Ravenelia mimosae-himalayanae är en svampart som beskrevs av S. Ahmad 1956. Ravenelia mimosae-himalayanae ingår i släktet Ravenelia och familjen Raveneliaceae.   Inga underarter finns listade i Catalogue of Life.